# Oldřich Kapoun
Oldřich Kapoun (* 11. února 1955 Pardubice) je český básník a prozaik.

## Život a tvorba
Narodil se v Pardubicích v roce 1955. Vyrůstal ve Vysokém Mýtě, kde vystudoval i gymnázium. Poté odešel na vojnu do Liptovského Mikuláše, kde začal studovat VVTŠ, studia však nedokončil. Pak vystudoval Univerzitu Palackého v Olomouci – učitelství matematiky a chemie. Do praxe nastoupil na SPŠ v Ostravě-Vítkovicích, dále pak učil na učilišti v Hlučíně, kde bydlí. Po revoluci pracoval až do důchodu jako programátor v SMP Ostrava.
V důchodu se začal naplno věnovat svému koníčku – literatuře. Napsal několik sbírek básní, ale i pohádek. V roce 2000 vydal svoji první papírovou knížku Napovídánky a pomáhánky, kterou ilustroval akademický malíř Karel Říhovský. Spolupracoval s dalšími ilustrátorkami, jako jsou Iva Šurkovská, Bára Puletz, Marcela Jaklová-Hebertová či Valentýna Lukášová. Dále pak následovaly další sbírky básní pro děti vydané v elektronické podobě. Současně začal psát i prózu pro nejmenší – Pinkadélko a jeho příběhy, Pinkadélko a jeho dobrodružství –, ale i pro starší děti – Příběhy pana Prajze a Dobrodružství pana Prajze. Všechny uvedené tituly prózy vydalo nakladatelství E-knihy jedou Martina Koláčka.
Oldřich Kapoun byl také hudebníkem, hrál a zpíval ve skupině Entuziasté. Pro tuto skupinu složil i několik písní, např. „Dávno“ a „Jako těžké kapky medu“.[zdroj?]

## Dílo

### Básnické sbírky
- Napovídánky a pomáhánky I (pro děti)
- Napovídánky a pomáhánky II (pro děti)
- Hádanky a pomáhánky (pro starší děti)
- Básně I (pro dospělé)
- Básně II (pro dospělé)

### Próza
- Pinkadélko a jeho příběhy (pro starší čtenáře)
- Pinkadélko a jeho dobrodružství (pro starší čtenáře)
- Příběhy pana Prajze (pro starší děti – únor 2022)
- Dobrodružství pana Prajze (pro starší děti – květen 2022)